# Donald P. Ryan
Donald P. Ryan (1957) è un egittologo e scrittore statunitense, membro della Divisione Umanistica della Pacific Lutheran University di Tacoma.
La sua area di ricerca include l’archeologia egizia, quella polinesiana, la storia dell’archeologia e delle esplorazioni, l’archeologia sperimentale e le antiche lingue.
Ha eseguito scavi nella Valle dei re in Egitto dedicandosi a tombe meno importanti, prive di decorazioni, e per questo dimenticate come la KV60 di Maiherpera, la KV21 e le tombe KV27, KV28, KV44, KV45 e KV48 di Amenemipet.
Tra il 1995 ed il 2002 ha lavorato a stretto contatto con l’esploratore, archeologo e scrittore norvegese Thor Heyerdahl.